# タノタイガ
タノタイガは、東京都中央区在住の美術家。東京生まれ、仙台育ち。宮城県仙台第二高等学校、東京造形大学造形学部卒業、東北芸術工科大学大学院芸術工学研究科芸術文化専攻彫刻コース修士課程修了。作品を通して社会に埋もれている矛盾を浮き彫りにする。

## 美術家としての活動
立体造形、映像、パフォーマンス等、多様な表現手法によって、社会制度やルールや法律などの記号性と媒体性を誇張した風刺的表現を行う。ときに作者自身を媒体化し、日常に埋もれた社会や集団の倫理性を表出させ、作品の中にはユーモアと毒を兼ね備える。
「ニューアートコンペティションオブみやぎ2004 入選出展 （せんだいメディアテーク）」「7th SICF　（青山スパイラルギャラリー)　オーディエンス賞受賞」「コネクティング・ワールド　（NTTインターコミュニケーション・センター［ICC］）」「アートみやぎ2007（宮城県美術館）」「青葉縁日2　おもしろ改造工場の夏祭り（せんだいメディアテーク）」「WANAKIO2008（前島アートセンター）」「T+ANONYMOUS（現代美術製作所）」「現代美術も楽勝よ。（水戸芸術館）」「カフェイン水戸2011 かかわりの色いろ 展（水戸芸術館）」「タノンティア資料室（せんだいメディアテーク）」「開港都市にいがた 水と土の芸術祭2012」「3・11とアーティスト: 進行形の記録（水戸芸術館）」「札幌国際芸術祭2017」「あそびのじかん（東京都現代美術館）」「美しいHUG!（八戸市美術館）」など。平成18年度宮城県芸術選奨新人賞。また「十勝アーティストインスクール」「トヨタ・子どもとアーティストの出会い2010」などアーティストが学校に滞在し子ども達とともに制作を行うアーティストインスクールプログラムや、ワークショップなどを行う。
仙台市在住の美術家と共に「タマニカイ」というアートイベントを開催していた。
タマニカイとは、仙台市青葉区霊屋下にあるアパートとその周辺地域を中心として、不定期に行われている特定の形を持たない表現活動を指したもの。
霊屋下のアパートの一室に、公募で集めた作家の映像作品を外から通行人に見えるように展示、また、一室で不特定の個人の交流を持てる場を作るなど、ユニークな活動である。
宮城県で配布されていたフリーペーパー「たまにわ」の発起人。
「日常にアートを」をコンセプトに、宮城県在住の作家達が定期的にたまにわで作品を発表している。（2009年から休刊）
3.11東日本大震災では故郷である仙台へいち早く向かい、自身のボランティア活動を「タノンティア（タノタイガとボランティアの造語。また楽しくボランティアの意味を含む）」と名し、活動報告をブログやツイッターを通じて情報発信した。せんだいメディアテークの協力のもとタノンティアバスツアーを行い、全国から多くのボランティアを受け入れて被災地の復興支援に尽力した。その活動の様子は2011年「タノンティア資料室（せんだいメディアテーク）」や2012年「3・11とアーティスト: 進行形の記録（水戸芸術館）」で公開された。ボランティアを楽しく行えるよう「バスツアーのしおり」「手拭い」「うちわ」などのグッズがタノタイガやボランティア参加者によって作成され、初音ミクが唄う「タノンティアの唄」はNHK日曜美術館でも流された。

## 教育者としての活動
母校である宮城県仙台第二高等学校や宮城教育大学で講師を務めるなど、教育職の経験もある。脚注
1. ↑  公式プロフィール